# Resolució 2321 del Consell de Seguretat de les Nacions Unides
La Resolució 2321 del Consell de Seguretat de les Nacions Unides fou adoptada per unanimitat el 30 de novembre de 2016. El Consell va reforçar les sancions contra Corea del Nord en resposta a una nova prova nuclear a aquest país el 9 de setembre. Aquest assaig havia estat condemnat a tot el món, i els Estats Units havien anunciat que hi haurà greus conseqüències.
A més de la prova nuclear, també es van observar llançaments de míssils balístics. Podia haver estat el coet de mediana distància BM25 Musudan, amb un potencial de 3.500 quilòmetres. Podria arribar al Guam des de Corea del Nord.

## Context

Regió de Corea on s'havien fet les proves

El secretari general de l'ONU, Ban Ki-moon, va proposar les més estrictes sancions que el Consell de Seguretat mai havia imposar. Va advertir que les sancions haurien de formar part d'una estratègia per arribar a una solució política diplomàtica. Corea del Nord hauria de canviar el timó i desarmar-se i, juntament amb la comunitat internacional, fer alguna cosa sobre la greu situació dels drets humans i les condicions de vida al país.
Corea del Sud considerava el programa d'armes nuclears dels seus veïns del nord com la major amenaça als esforços contra les armes nuclears que hi havia al món. El país també va advertir que es produiria un desequilibri si Corea del Nord adquiria armes nuclears i els altres països de la regió volguessin restaurar aquest equilibri. El millor que s'ha de fer és posar pressió no militar sobre el territori.
El Japó també va condemnar Corea del Nord i va insistir que el país havia de retirar les seves ambicions nuclears i seure a la taula. Per aconseguir-ho, la comunitat internacional no tenia més remei que augmentar la pressió amb sancions més estrictes que costarien diners a Corea del Nord.
Els Estats Units van reconèixer els esforços que la Xina havia fet per arribar a aquesta resolució junts. La Xina va destacar la importància d'una solució en el context de la consulta de sis països. També va assenyalar que "una sèrie de parts" seguien augmentant les tensions mantenint exercicis militars a prop de la Península de Corea. Per la mateixa raó, també estava contra el desplegament de sistemes de defensa antimíssils (a Corea del Sud, tal com pretenien els EUA). Rússia tampoc volia que la situació donés als països una excusa per al reforç militar, i va condemnar la col·locació de sistemes de defensa antimíssils. També va considerar que la resolució no s'hauria d'utilitzar per frenar l'economia de Corea del Nord i agreujar la mala situació de la població.
Corea del Nord ja havia anomenat "sancions" a l'octubre "il·legals" i "criminals", i va acusar als Estats Units de declarar la condemna dels assaigs nuclears i de míssils de Corea del Nord. Es va preguntar per què el Consell de Seguretat de l'ONU mai no havia tingut problemes amb assajos similars d'altres països.

## Antecedents

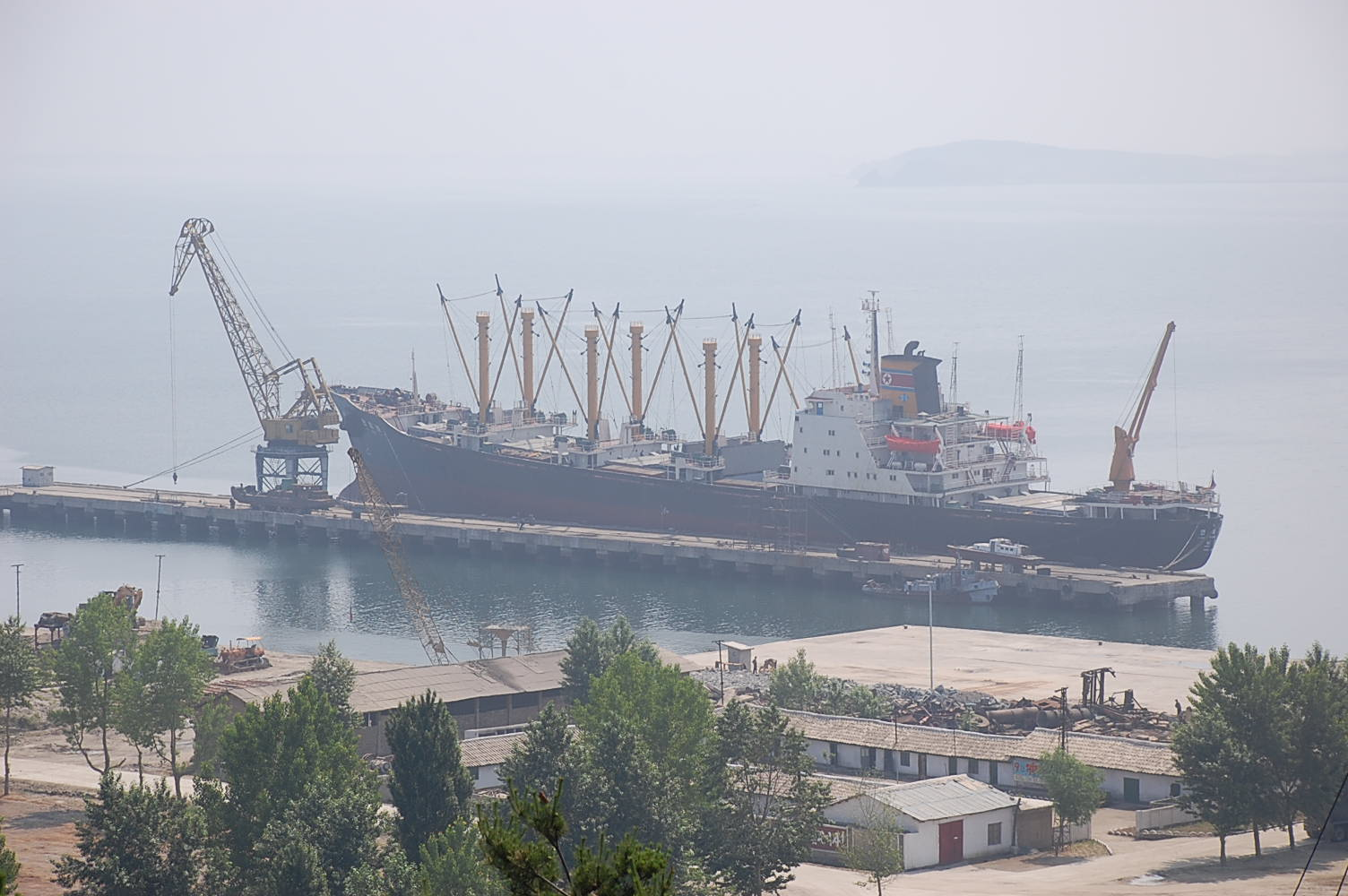
Vaixell nord-coreà el 2008

Ja en 1992 es va arribar a un acord sobre la congelació del programa nuclear de Corea del Nord. A principis del segle xxi, però, el país va entrar en col·lisió amb els Estats Units, quan el president George W. Bush va incloure el país a l'anomenat Eix del Mal. Corea del Nord va reprendre el desenvolupament d'armes nuclears i míssils balístics. El 2006 va realitzar una primera prova nuclear, seguida el 2009 per una segona. Posteriorment, mitjançant la Resolució 1718, es van imposar sancions contra el país. El 2012 va llançar amb èxit un coet amb un satèl·lit artificial i, per tant, va violar les sancions que prohibien al país desenvolupar tecnologia nuclear i de míssils. El Consell de Seguretat va decidir imposar-li sancions més estrictes. Com a reacció contrària, Corea del Nord va dur a terme una nova prova nuclear a principis de 2013. Es va seguir una prova nuclear el gener de 2016; aquesta vegada amb una bomba d'hidrogen. Al setembre de 2016 va fer un nou assaig encara més dur. El programa d'armes nuclears de Corea del Nord ja no serviria per ja no serviria per imposar concessions, sinó que intentaria desenvolupar un petit cap nuclear per al muntatge en míssils de curt abast. El país va exigir després de l'assaig que fos reconegut pels EUA com a energia nuclear.

## Contingut
El Consell de Seguretat va condemnar la prova nuclear feta per Corea del Nord el 9 de setembre de 2016 i la posada en marxa de míssils balístics sobre els quals podrien muntar caps nuclears; amb el qual havia violat les resolucions anteriors i posava en perill el Tractat de No Proliferació Nuclear i la pau i la seguretat de la regió. A més, el país també abusaria dels privilegis i immunitats de la Convenció de Viena sobre relacions diplomàtiques i, malgrat l'embargament, vendria armes que procedents del programa de míssils i armes nuclears. Corea del Nord també va ser condemnada perquè es dedicava al programes d'armes, mentre que la població passava grans necessitats. El 2016, el país havia gastat uns 200 milions en aquests programes. El Consell de Seguretat també va expressar el seu suport a les consultes de Sis Nacions i va demanar la represa d'aquestes consultes.
Les sancions imposades el 2006 contra Corea del Nord es van ampliar encara més. La congelació de fons estrangers i la prohibició de viatjar es van estendre a les persones i organitzacions dels apèndixs 1 i 2. La llista d'equips militars que no es podien lliurar al país es va complementar amb els articles de l'apèndix 3. Es va mantenir la prohibició de subministrar articles de luxe a nord Corea. Es va aclarir que els elements de l'apèndix 4 també queien sota aquest denominador. Es va permetre als països inspeccionar els transports a Corea del Nord amb aquest propòsit. Com que temien que els passatgers portessin mercaderies prohibides a través del seu equipatge, aquest equipatge també podria ser inspeccionat. El Consell de Seguretat també va declarar explícitament que les sancions no estaven destinades a afectar la població.
A més, els països havien d'aturar totes les col·laboracions científiques i tècniques amb Corea del Nord, tret que fos un intercanvi mèdic o es pogués demostrar que no contribuïa als programes d'armes de Corea del Nord. També es va demanar als països que reduïssin la mida de les seves missions diplomàtiques a Corea del Nord i que tancessin les seves oficines i comptes bancaris al país, tret que fos necessari per a la seva missió diplomàtica o per assistència d'emergència. També havien d'assegurar-se que totes les ambaixades, consolats, personal i diplomàtics de Corea del Nord només podien tenir un compte bancari. A més, calia assegurar que Corea del Nord no utilitzés propietats en altres països per a res més que missions diplomàtiques. Es temia que els diplomàtics nord-coreans actuessin com a comerciants d'armes. Les persones que treballaven per a un banc de Corea del Nord havien de ser expulsades. Corea del Nord també va enviar residents a altres països per obtenir diners per finançar els programes d'armes. Es va demanar als països que ho estudiessin. Als països també se'ls va demanar que informessin en un termini de 90 dies quines mesures havien pres per aplicar aquesta resolució.
També hi va haver un embargament sobre carbó i mineral de ferro. El coure metàl·lic, el níquel, la plata i el zinc es van afegir l'embargament. Es va permetre exportar carbó que no s'havia extret a Corea del Nord a través del port de Rasŏn. Això va significar que el carbó xinès va ser enviat al nord a través de Rasŏn. Corea del Nord podria importar carbó, sempre que en total no hagin estat importats fins a $ 53.5 milions o aproximadament un milió de tones fins al 31 de desembre de 2016 i no superin els 400 milions $ o el 7,5 milions de tones anuals en 2017. En aquestes transaccions no hi podia participar cap persona o empresa a la llista de sancions, i la compra havia de ser comunicada al Comitè de Sancions. El ferro i el mineral de ferro només es podien comprar a Corea del Nord si es tractava de mitjans de subsistència.

## Annexos
L'apèndix 1 és una llista d'11 persones vinculades al règim de Corea del Nord que d'una manera o altra van promoure el programa d'armes del seu país, fins i tot fent negocis a l'estranger.
El segon annex és una llista de deu bancs i empreses financeres i comercials que van ser sancionades pel mateix motiu. A continuació també hi havia una empresa que comerciava amb carbó. Una gran part dels ingressos de Corea del Nord procedeixen de la venda de matèries primeres.
L'apèndix 3 és una llista de béns que es podien utilitzar per a un programa nuclear, míssils i armes químiques o biològiques. Per exemple, les bombes turbo per a combustible de coets, xassís de camions amb sis o més eixos i centrifugadores amb una capacitat de quatre litres o més.
El quart annex inclou catifes i tapissos de 500 dòlars i vaixella, i porcellana de 100 dòlars, que es van designar com a béns de luxe.